# Wienerfilharmonikernas nyårskonsert 2005

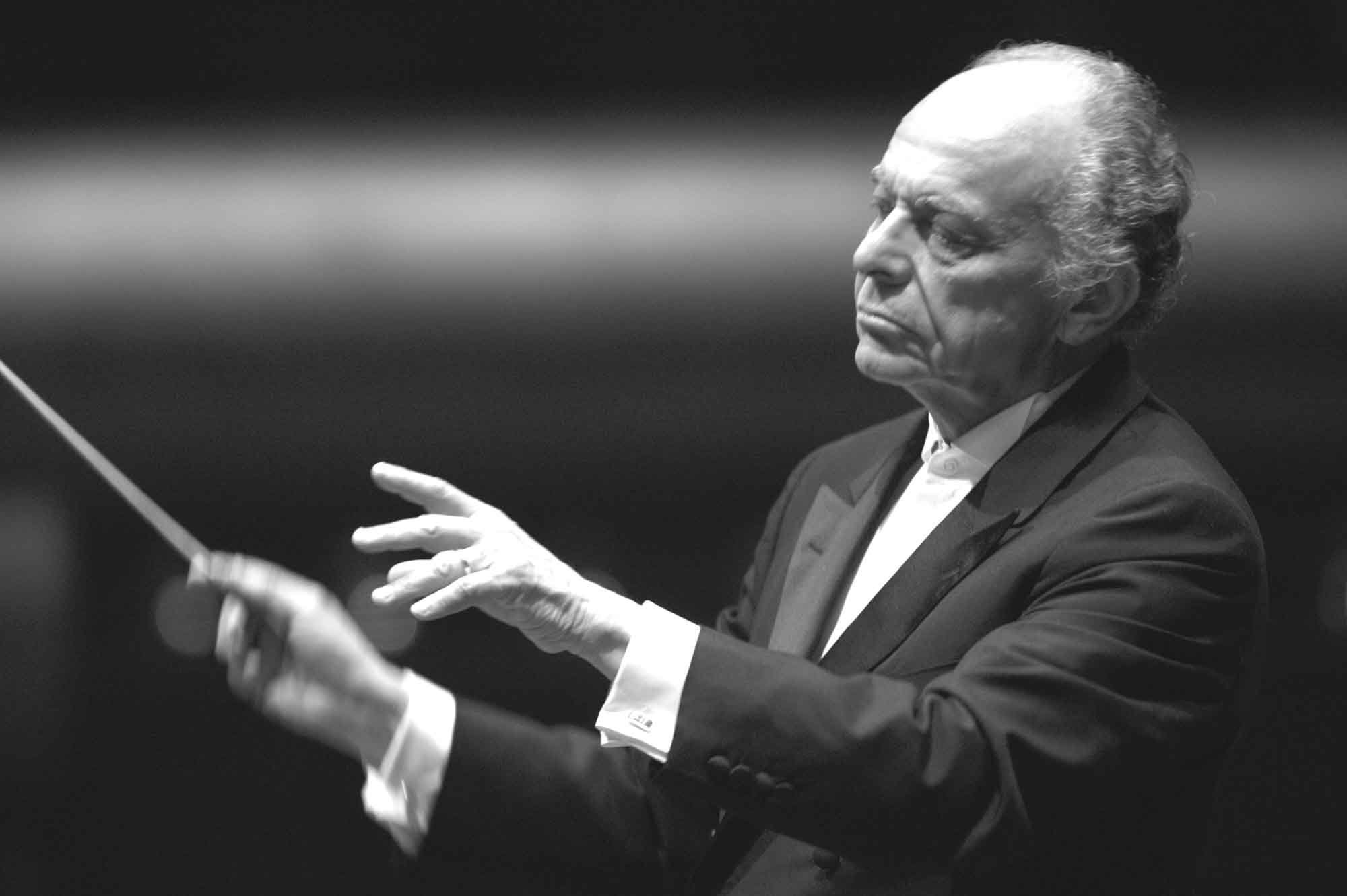
Lorin Maazel

Wienerfilharmonikernas nyårskonsert 2005 räknas som den 65:e nyårskonserten från Wien och ägde rum den 1 januari 2005 i Wiens Musikverein. Dirigent var för elfte och sista gången Lorin Maazel.

## Historia
Strikt räknat var det Wienerfilharmonikernas 60:e nyårskonsert, eftersom det inte var förrän 1946 som namnet introducerades. Dessutom var det den 66:e Årsskifteskonserten, då det vid årsskiftet 1939/40 gavs en Außerordentliches Konzert (extraordinär konsert) av Wienerfilharmonikerna, som dock ägde rum på nyårsafton 1939. Från 1941 dirigerades nyårskonserten av Clemens Krauss, med undantag för åren 1946 och 1947 då Krauss förbjöds att dirigera på grund av sin närhet till nazistregimen och ersattes av Strausspecialisten Josef Krips.
Efter Clemens Krauss död 1955 följde Willi Boskovsky, konsertmästare i Wienerfilharmonikerna, som dirigerade konserten 25 gånger i rad. Från 1980 till 1986 följde sju konserter med dirigenten Lorin Maazel, som tjänstgjorde som chef för Wiener Staatsoper från 1982 till 1984. Därefter beslutade Wienerfilharmonikerna att bjuda in en ny dirigent varje år.
Som har varit fallet varje år sedan 1980 var blomsterdekorationerna en gåva från den italienska staden San Remo.

## Konserten
Konsertprogrammet innehöll sex kompositioner som aldrig tidigare spelats i nyårskonserten. Ett antal tidsmässiga referenser och årsdagar var förknippade med konserten: Först var det Joseph Hellmesberger juniors 150-årsdag, Einsteinåret 2005 anspelades med polka Electrisch och slutligen var det dirigenten Lorin Maazels 75-årsdag. Traditionellt spelade han själv soloviolin två gånger, först i Pizzicato-Polka och sedan i valsen Geschichten aus dem Wienerwald.
Tsunamikatastrofen i Asien och andra delar av världen julen 2004 fick också indirekta konsekvenser: I sitt korta tal i 2:a delen av nyårskonserten (efter ouvertyren till Die schöne Galathée) överlämnade orkesterns styrelsemedlem Clemens Hellsberg en donation på 115 000 euro till katastrofoffren till WHO:s generalsekreterare Lee Jong-wook. Samtidigt tillkännagav han filharmonikernas beslut att avstå från det obligatoriska slutnumret, Radetzkymarschen, med tanke på katastrofen. Därmed förekom inget verk alls av Johann Strauss den äldre.
Under valsen Tusen och en natt av Johann Strauss den yngre visades bilder från Swarovskis kristallvärld i Tyrolen, medan under polkan Auf Wiener Art av Joseph Hellmesberger junior låg fokus på den wienska Apfelstrudeln (inklusive början med äppelskörden och slutligen serveringen i ett traditionellt wienerkafé)). Förutom balettinlagorna visades bilder från trakterna kring Wien i valsen Geschichten aus dem Wienerwald.

## Program

### 1:a delen
- Johann Strauss den yngre: Indigo-Marsch, op. 349*
- Johann Strauss den yngre: Haute Volée-Polka, op. 155*
- Josef Strauss: Lustschwärmer, Vals, op. 91*
- Josef Strauss: Winterlust, Polka schnell, op. 121*
- Josef Strauss: Die Emancipirte, Polka mazur, op. 282
- Johann Strauss den yngre: Tausend und eine Nacht, Vals, op. 346
- Johann Strauss den yngre: Die Bajadere, Polka schnell, op. 351

### 2:a delen
- Franz von Suppé: Ouvertyr till Die schöne Galathée
- Johann Strauss den yngre: Klipp-Klapp, Galopp, op. 466
- Johann Strauss den yngre: Nordseebilder, Vals, op. 390
- Johann Strauss den yngre: Bauern-Polka, Polka française, op. 276
- Johann Strauss den yngre: Fata morgana, Polka mazur, op. 330
- Johann Strauss den yngre: Vergnügungszug, Polka schnell, op. 281
- Joseph Hellmesberger junior: Auf Wiener Art, Polka française, o. op.* **
- Johann Strauss den yngre: Russische Marsch-Fantasie, op. 353*
- Johann Strauss den yngre: Ein Herz, ein Sinn, Polka mazur, op. 323
- Johann Strauss den yngre och Josef Strauss: Pizzicato-Polka
- Johann Strauss den yngre: Geschichten aus dem Wienerwald, Vals, op. 325***
- Eduard Strauß: Electrisch, Polka schnell, o. op.

### Extranummer
- Johann Strauss den yngre: Auf der Jagd, Polka schnell, op. 373
- Johann Strauss den yngre: An der schönen blauen Donau, Vals, op. 314

Verkförteckningen och verkens ordning finns på Wienerfilharmonikernas webbplats.
Verk markerade med * spelades för första gången vid en nyårskonsert.
Den med ** markerade polkan står felaktigt med titeln Aus Wiener Art.
***: Version med soloviolin istället för cittra, Soloviolin: Lorin Maazel.

## Balettinslag
Renato Zanella (balettchef för Wiener Staatsoper) och Vladimir Malakhov (konstnärlig ledare för Berlins statsbalett) engagerades som koreografer för balettmellanspelen. Dansarnas kostymer designades av Christof Cremer.
I polkan Fata Morgana av Johann Strauss den yngre var Palais Todesco platsen för fem solister från Wiens statsoperabalett, inklusive den första solodansaren Margaret Illmann. Vladimir Malakhov var inte bara koreograf för polkan Ein Herz, ein Sinn, också av Strauss den yngre, men uppträdde också som solist. Tillsammans med sin tjugoåriga partner Polina Semionova dansade paret i Palais Coburg, som Strauss den yngre hade en nära koppling till: han tillägnade verket till regentfamiljen i Coburg. Några minnesvärda premiärer av Strauss-kompositioner ägde rum där och Strauss blev medborgare i hertigdömet Sachsen-Coburg-Gotha och samtidigt tysk medborgare.
Claus Viller regisserade live-baletten i Donauvalsen och skådeplatsen var Schloss Belvedere, där det österrikiska statsfördraget undertecknades för 50 år sedan (1955). Stycket dansades av solister och Corps de Ballet vid Wiener Staatsoper, gästsolist var Giuseppe Picone från Balletto di Teatro San Carlo i Neapel.

## Pausfilm
Under pausen visades filmen Klang der Bilder av Felix Breisach om Musikverein-byggnaden, som är rik på musikhistoria: Den österrikiska pantomimikern Walter Samuel Bartussek och ensemblen Philharmonia Schrammeln (en del av musikerna i Wienerfilharmonikerna) förflyttade sig från källaren med de fyra underjordiska salarna genom de enskilda salarna och instrumentverkstäderna till taket med arkivet. Med utgångspunkt från Musikverein leddes publiken slutligen in i Österrikes magnifika trädgårdslandskap.

## Radio- och TV-sändningar
"Wienerfilharmonikernas nyårskonsert 2005" var en samproduktion mellan ORF, ZDF och NHK och sändes live lördagen den 1 januari från 11:15 i Dolby Digital 5.1 och i formatet 16:9, för 47:e gången på ORF. Det sändes till mer än 40 länder: "De tomma fläckarna på nyårskonsertkartan blir färre och färre. Det skulle vara trevligt om de inte fanns alls till den 50:e sändningen, sa ORF:s programdirektör Reinhard Scolik.

## Inspelningar
Inspelningen av konserten var ett av de mest sålda albumen 2005 i Österrike. Deutsche Grammophon släppte konserten på CD den 7 januari 2005 och på DVD den 17 januari 2005.

## Weblänkar
- Neujahrskonzert 2005 auf wienerphilharmoniker.at
- Wienerfilharmonikernas nyårskonsert 2005 på Youtube